# Serra de' Conti
Serra de' Conti är en ort och kommun i provinsen Ancona i regionen Marche i Italien. Kommunen hade 3 737 invånare (2018).